# Patrick Chamoiseau
Patrick Chamoiseau (n. en Fort-de-France, el 3 de diciembre de 1953) es un escritor francés. Es autor de novelas, cuentos, ensayos y guiones para cine. 
Ganó el premio Goncourt en 1992 y un Premio Príncipe Claus en 1999.